# Лепатиська волость
Лепатиська волость — адміністративно-територіальна одиниця Мелітопольського повіту Таврійської губернії.
Станом на 1886 рік складалася з 3 поселень, 2 сільських громад. Населення — 5937 осіб (3024 чоловічої статі та 2913 — жіночої), 1121 дворове господарство.
|                    | Площа, десятин | У тому числі орної, дес. |
| ------------------ | -------------- | ------------------------ |
| Сільських громад   | 25366          | 22202                    |
| Казенної власності | —              | —                        |
| Іншої власності    | 179            | 179                      |
| Загалом            | 25545          | 22381                    |

Найбільші поселення волості:
- Велика Лепатиха — село при річках Дніпро та Конка за 120 версти від повітового міста, 5145 осіб, 868 дворів, православна церква, єврейський молитовний будинок, школа, 15 лавок, 2 лісові пристані, рибний завод, бондарня, 4 горілчаних склади, рейнський погріб, 2 ярмарки: 1 березня та 1 вересня, базари по суботах.
- Катеринівка — село при колодязях, 792 особи, 158 дворів, молитовний будинок.